# 스위스 통계청
스위스 연방통계청(독일어: Bundesamt für Statistik, 약칭 FSO)은 스위스의 연방 기관이다. 스위스의 통계청으로 뇌샤텔에 위치하며, 연방 내무부에 소속되어 있다.
스위스 연방통계청은 국가, 사회, 경제 및 환경적으로 중요한 영역에서 통계적 관찰을 위한 국가 서비스 제공자이자 역량 센터이다. FSO는 국가 통계의 주요 생산자이며, 스위스 통계 데이터 풀을 운영한다. 공식 통계에서 다루는 모든 주제 영역에 대한 정보를 제공한다.
연방통계청은 국가 통계 현장은 물론 과학, 비즈니스 및 정치 분야의 파트너와 밀접하게 연결되어 있다. 또한 국제 단위에서도 비교할 수 있는 정보를 제공하기 위해 유럽 연합 통계국인 Eurostat와 긴밀히 협력하고 있다.
통계 활동 전반에 걸쳐 연방통계청이 지지하는 주요 원칙은 데이터 보호, 과학적 신뢰성, 공정성, 화제성 및 서비스 지향성이다.

## 역사

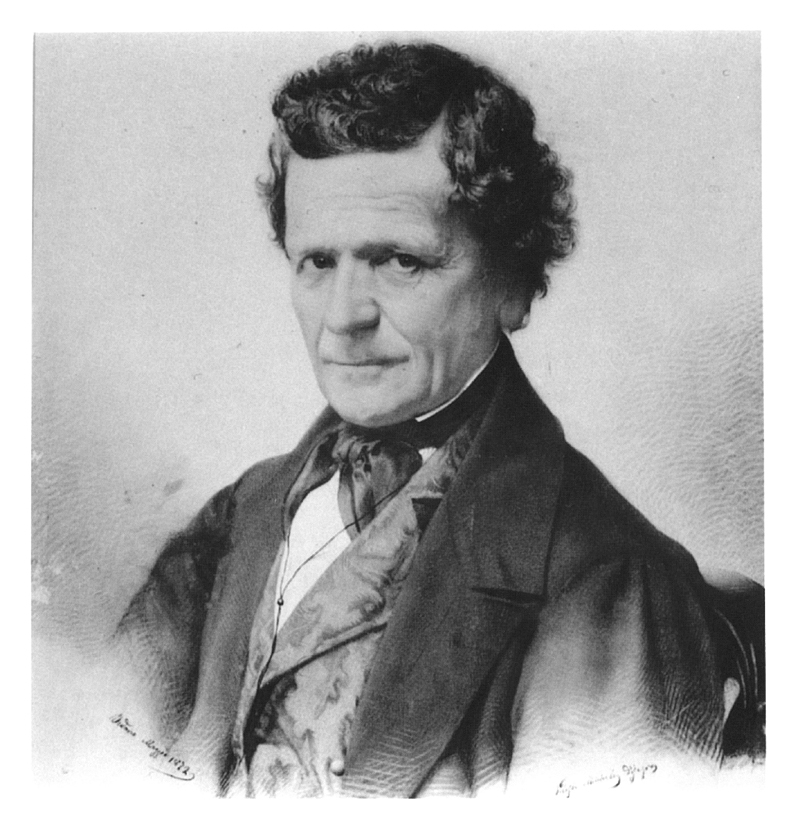
스테파노 프란시니, 연방 내무부 국장(1848-1857)

1848년 스위스 연방 국가가 설립되면서 통계는 국가적 차원에서 중요성이 커졌다. 통계는 1850년 새로 설립된 연방국가에서 최초의 인구조사를 실시한 스테파노 프란시니(Stefano Franscini) 휘하의 내무부의 임무가 되었다. 1860년, 연방 통계국(현 연방 통계청)은 1998년까지 베른에 설립되었다. 1998년 이후로 FSO의 모든 섹션은 뇌샤텔의 한 건물에 중앙에 위치했다. FSO가 설립된 해에 인구조사에 관한 연방 법안이 통과되었다. 10년마다 실시한다. 10년 후 이 법은 확장되었다. 1870년에 의회는 "스위스의 공식 통계 조사"에 관한 조직적 문제에 국한된 간략한 법률을 승인했다. 1992년에 이것은 보다 최신의 연방 통계법으로 대체되었다. 1999년의 새로운 연방 헌법에는 통계에 관한 조항(Art. 65)이 처음으로 포함되었다. 2002년 스위스 공공 통계 헌장이 승인되었다. 헌장의 목적 중 하나는 국제 표준을 기반으로 하지만 스위스 통계 시스템의 특수성을 고려한 보편적 원칙을 수립하는 것이다. 통계 분야에서 스위스와 유럽 연합 간의 양자 협력 협정은 2007년에 발효되었다. 《스위스 통계 연감》(Statistical Yearbook of Switzerland)은 1891년에 처음 출판된 이후 FSO에 의해 중단 없이 출판되었다. 1987년부터 FSO는 중요한 통계 정보를 온라인에서 전자 형태로 제공하고 있으며, 1996년에는 이 서비스가 확장되고 STATINF 데이터베이스와 웹사이트가 추가되었다.

## 임무
FSO는 국가와 사회, 경제와 환경의 현황과 발전에 대한 주요 통계 정보를 생산하고 발표한다. 포괄적인 분석으로 이러한 작업을 완료하고 미래 개발 시나리오를 생성하며 과거 데이터를 보호한다.
데이터 수집에는 직접 인터뷰, 다소 자동화된 관찰, 관리 데이터 분석, 완전한 열거 설문조사 및 대표 샘플 설문조사와 같은 다양한 방법이 사용된다. 현대 통계 정보 시스템의 효율성은 주로 데이터 수집 유형에 따라 결정된다. 법적 및 재정적 이유로 인터뷰 대상자에게 부담이 되는 새로운 직접 조사보다 기존 데이터의 체계적인 사용을 선호한다.
통계 결과는 주석이나 그래프 및 지도가 첨부된 표 또는 지표, 인쇄된 문서 또는 전자 형식, 표준 발행 또는 측정 버전과 같은 다양한 채널을 사용하여 다양한 형태로 배포된다.

The national소비자 물가 지수 (2005-2010)

정기 FSO 설문조사(선택):
- 인구 조사
- 비즈니스 인구 조사
- 전국 소비자 물가 지수(CPI)
- 스위스 노동력 조사(SLFS)
- 스위스 소득 구조 조사(SESS)

### 인구조사
최초의 연방 인구 조사는 연방 참의원 스테파노 프란시니(Stefano Franscini)의 지시에 따라 1850년 3월에 실시되었다. 주민 수를 세는 것 외에도 성별, 나이, 결혼 여부, 직업, 직업 및 종교에 대해서도 질문했다. 1860년에서 2000년 사이에 12월에 10년마다 인구 조사가 있었다. 이 10년 주기의 유일한 예외는 1888년 인구 조사(선거구 할당 수정의 기초로 제출)와 1941년 인구 조사(1940년 5월 군대 동원으로 인해 연기됨)였다. 2000년의 인구 조사는 전통적인 방법을 사용한 마지막 조사였다. 2010년부터 근본적인 변화가 도입되었다. FSO는 새로운 형식의 인구 조사를 매년 수행하고 분석한다. 국민의 부담을 덜어드리기 위해 정보는 주로 인구 등록부에서 가져오고 표본 조사로 보완된다. 올해부터 소수의 인구(약 5%)만이 서면이나 전화로 설문조사를 받게 된다. 새로운 인구조사의 첫 번째 기준일은 2010년 12월 31일이다.

## 법률 기반
공공 통계는 스위스 헌법에 기반을 두고 있다. 1999년 4월 18일에 실시된 투표에서 스위스 유권자는 헌법의 전체 개정을 승인했으며, 여기에는 현재 통계의 위임 및 권한에 관한 통계 조항(65항)이 포함되어 있다.

1. 연방 당국은 스위스의 인구, 경제, 사회, 교육, 연구, 영토 및 환경의 현황 및 변화에 관한 필요한 통계 자료를 수집해야 한다.
2. 그들은 그러한 정보를 수집하는 데 필요한 작업을 최소화하기 위해 공식 기록부의 조화 및 관리에 관한 규정을 발행할 권한이 있다.

스위스의 공공 통계에 대한 법적 근거는 다양한 법률, 주로 1992년 10월 9일 연방 통계법에 자세히 정의되어 있다. 연방 통계법은 법적 틀을 제공한다. 이 법은 데이터 수집, 출판 및 서비스에 대한 기본 원칙뿐만 아니라 연방 통계의 업무와 조직을 규정한다. 특히 데이터 보호 원칙을 설명한다. 1992년 법의 두드러진 혁신은 정부의 중앙 통계 단위로서의 능력에서 스위스 연방 통계청의 조정 기능, 스위스 통계의 전체 계획을 위한 다년 통계 프로그램의 설립, 연방 통계 기관의 기관이다. 연방 위원회의 자문 기관으로서의 위원회(학계, 기업, 사회적 파트너, 연방, 주 및 지역 단위 대표와 함께).

## 작업 범위

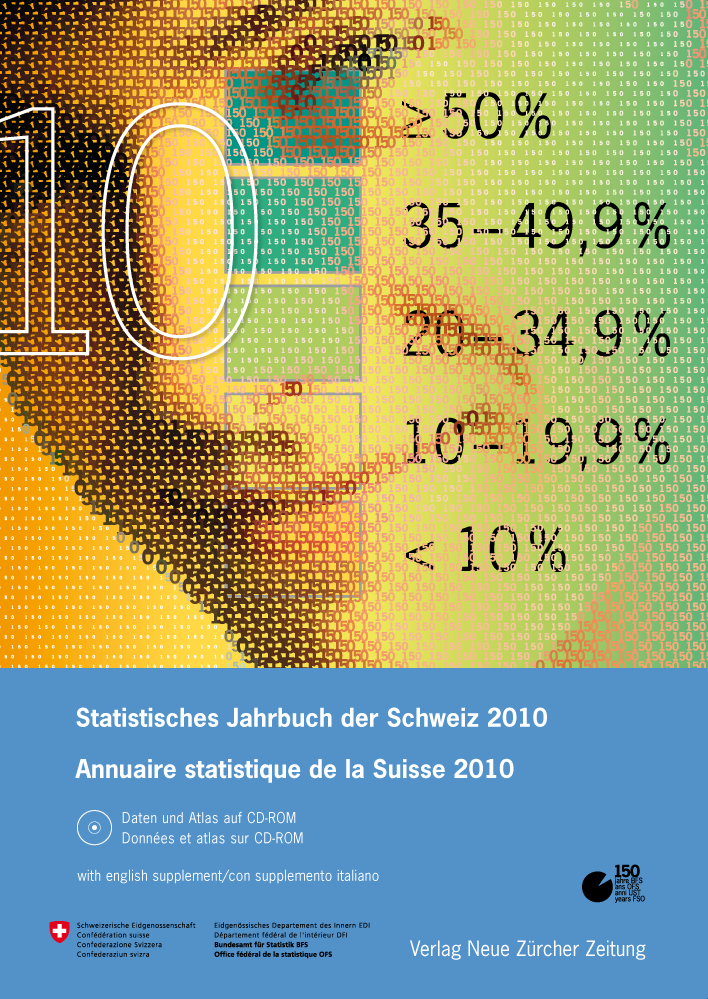
2010년 통계 연감

연방 통계청(FSO)은 다음 제품을 제공한다.
인터넷 통계 포털
간행물
지리 정보 시스템(GIS)의 공간 분석
주제별 지도 제작
전화문의 서비스 및 24시간 FAX 온디맨드 서비스(전국소비자물가지수)
도서관 및 전자 정보가 있는 뇌샤텔의 일반 대중(Espace public)에게 개방된 정보 센터
그래프 및 교재가 포함된 학교를 위한 전문 제품 범위(학교 포럼)
통계 포털(www.statistik.admin.ch)을 통해 주요 통계 결과를 신속하게 게시할 수 있다. 웹사이트는 매일 업데이트된다. 링크와 다운로드는 콘텐츠로 바로 연결된다. RSS 가입자는 포털을 통해 새로운 통계 결과 및 활동에 대해 알림을 받고 최신 정보를 받는다.
출판물에 관한 한, 《스위스 통계 연감》(Statistical Yearbook of Switzerland)(독일어/프랑스어)는 1891년부터 스위스 통계의 표준 참고서였다. 이 책에는 스위스 인구, 사회, 정부, 경제 및 환경에 관한 가장 중요한 통계 결과가 포함되어 있다. 연감 외에도 FSO 인쇄 간행물은 월간, 3개월, 6개월 또는 연간 단위로 제공된다. Swiss Statistical Lexicon은 다운로드할 데이터 모음을 제공한다. 모든 통계 주제 영역에 대한 표, 그래프, 지도, 텍스트 및 전체 출판물이 있다. 특정 청중을 위해 특정 주제에 대한 다양한 제품을 특수 응용 프로그램, 데이터베이스 및 데이터 컬렉션으로 사용할 수 있다. 이러한 제품 중 일부는 수수료가 부과될 수 있다.
연방 통계의 제품 범위는 22개의 주제 영역으로 나뉜다. (* 독일어와 프랑스어로만 제공):
1. 기본 및 개요
2. 인구
3. 영토와 환경
4. 고용 및 소득
5. 국민경제
6. 가격
7. 산업 및 서비스
8. 농림업
9. 에너지
10. 건설 및 주택
11. 관광
12. 이동성 및 운송
13. 은행 및 보험
14. 사회 보장
15. 건강
16. 교육 및 과학
17. 문화, 미디어, 정보 사회, 스포츠
18. 정치
19. 공공재정
20. 범죄, 형사 사법
21. 인구의 경제 및 사회 상황
22. 지속 가능한 개발

## 같이 보기
- 유럽 연합 통계국
- 유엔 유럽 경제 위원회